# Filous
Filous (bürgerlich Matthias Oldofredi, * 4. März 1997) ist ein österreichischer Musikproduzent und Multiinstrumentalist.

## Karriere
Matthias Oldofredi wuchs im 11. Wiener Gemeindebezirk auf. Er begann mit 10 Jahren die Bass-Gitarre und in den darauffolgenden Jahren Mandoline, Klavier, Akkordeon, Flöte, Gitarre und Schlagzeug autodidaktisch zu lernen. Während seiner Schulzeit legte er sich das Pseudonym Filous zu, in Anlehnung an die alt-wienerische Bezeichnung Filous, für Lausbub.
Zu Beginn seiner Karriere war er bei online Auftritten und in den sozialen Medien stets mit seinen Händen vor dem Gesicht zu sehen, allerdings nicht bei Live-Auftritten.
Er machte zunächst durch die Veröffentlichung diverser Remixes (u. a. Julian le Play) auf der Videoplattform YouTube sowie dem Musikdienst SoundCloud auf sich aufmerksam. Der Durchbruch gelang ihm 2015 noch während seiner Schulzeit, als gemeinsam mit James Hersey die Single How Hard I Try veröffentlichte, die neben den österreichischen auch kurzzeitig die deutschen und niederländischen Charts sowie die belgischen Ultratip-Charts erreichte. Noch im selben Jahr schloss Filous die Matura ab und brachte seine erste EP Dawn heraus. Zu hören ist darauf neben How Hard I Try auch die Single Shaded In welche in Zusammenarbeit mit Jordan Leser entstand. Bei den österreichischen Amadeus Awards 2016 war er in den Kategorien Künstler des Jahres, Song des Jahres und Electronic/Dance nominiert. Am 11. Jänner 2017 wurde Filous im Rahmen des Eurosonic Noorderslag Festival in Groningen mit dem European Border Breakers Award (EBBA) ausgezeichnet.
Seine zweite EP erschien 2017 mit dem Titel For Love via Ultra Music. Für einzelne Songs arbeitete er dabei mit der britischen Sängerin klei, dem US-amerikanischen Songwriter und Sänger Mat Kearney und der US-amerikanischen Songwriterin und Sängerin Emily Warren zusammen. 2018 erschien die Single Bicycle. Filous beschreibt diese als „Hippy Hop Song“, eine Mischung aus schrammelnden Gitarren, Mellotron-Vibes und Oldschool HipHop.
2019 veröffentlichte Filous die Single All My Friends Are Rich, featuring Louis III. Die Idee dazu entstand in einer Villa in Los Angeles, wo ihm bei einer privaten Party klar wurde, wie absurd es für ihn, als „einfacher Junge aus Österreich“ war, plötzlich zu dieser Szene zu gehören. Im selben Jahr entstand auch die Single Monday in Zusammenarbeit mit Ashe.
Filous ist Mitbegründer des 2019 in Wien eröffneten Tonstudios Villa lala.

## Diskografie

### Extended Plays
- 2015: DAWN
- 2017: For Love
- 2018: For Love – Remixes

### Singles
- 2015: How Hard I Try (feat. James Hersey)
- 2015: Shaded In (feat. Jordan Leser)
- 2016: Feel Good Inc. (feat. LissA) (Original von Gorillaz)
- 2016: Emelie (mit MOUNT feat. Buster Moe)
- 2016: Let It Snow (Original von Dean Martin)
- 2017: Goodbye (feat. Mat Kearney)
- 2017: Knots (feat. klei)
- 2018: Let Go (mit James Hersey)
- 2018: Changes (mit Mat Kearney)
- 2018: Bicycle (feat. klei)
- 2019: All My Friends Are Rich (feat. Louis III)
- 2019: Monday (mit Ashe)
- 2020: Hey Love (mit The Kooks)
- 2021: Sabada (mit Daði Freyr)

### Remixes
- 2014: Porter Robinson – Divinity (filous Remix)
- 2014: Damien Jurado – Ohio (filous Remix)
- 2015: Jake Isaac – Waiting Here (filous Remix)
- 2015: The Glitch Mob – Our Demons (filous Remix)
- 2015: Kodaline – Honest (filous Remix)
- 2015: Selina Gomez – Same Old Love (filous Remix)
- 2016: James Hersey – Coming Over (filous Remix)
- 2016: LÉON – Tired of Talking (filous Remix)
- 2016: Lauren Aquilina – Midnight Mouths (filous Remix)
- 2016: Troye Sivan – FOOLS (filous Remix)
- 2017: Emily Warren – Something to Hold On (filous Remix)
- 2017: NVDES – Do You Think About Me (filous Remix)
- 2017: Cimo Fränkel – Never Give Up (filous Remix)
- 2018: Jeremy Zucker & Chelsea Cutler – better off (filous Remix)
- 2018: James Bay – Us (filous Remix)
- 2018: Kiiara – Messy (filous Remix)
- 2018: Thomas Gold – Magic (filous Remix)

### Remixes von filous-Tracks
- 2015: How Hard I Try (RAC Remix)
- 2015: How Hard I Try (MOUNT Remix)
- 2015: How Hard I Try (Gianni Kosta Remix)
- 2015: How Hard I Try (Robotaki Remix)
- 2016: Shaded In (PALASTIC Remix)
- 2016: Shaded In (Common Tiger Remix)
- 2018: For Love (Decco Remix)
- 2018: Knots (MOUNT Remix)
- 2018: For Love (NVDES Remix)
- 2018: Already Gone (Common Tiger Remix)
- 2019: Bicycle (YOUNOTUS Remix)
- 2019: Bicycle (Gavin Moss Remix)